# Observatoire de Saint-Sulpice
L'observatoire de Saint-Sulpice est un observatoire astronomique français situé à Saint-Sulpice dans le département de l'Oise aux coordonnées 49° 21′ 06,98″ N, 2° 07′ 27,84″ E ; il est géré par Bernard Christophe, ingénieur retraité de Thales. Son code MPC est 947 Saint-Sulpice.
Le Centre des planètes mineures le crédite de la découverte de dix-huit astéroïdes entre 2003 et 2005.
| (260724) Malherbe    | 30 mai 2005       |
| (271235) Bellay      | 18 octobre 2003   |
| (283786) Rutebeuf    | 21 août 2003      |
| (289085) Andreweil   | 6 octobre 2004    |
| (289992) Onfray      | 10 août 2005      |
| (303546) Bourbaki    | 16 mars 2005      |
| (317715) Guydetienne | 24 août 2003      |
| (317809) Marot       | 24 septembre 2003 |
| (317917) Jodelle     | 21 octobre 2003   |
| (333508) Voiture     | 31 mai 2005       |
| (335292) Larrey      | 3 août 2005       |
| (354659) Boileau     | 30 mai 2005       |
| (363504) Belleau     | 18 octobre 2003   |